# Association of Chinese language writers in Europe
Association of Chinese Language Writers in Europe (CWAE, 欧洲华文作家协会) wurde 1991 in Paris gegründet. Es ist der erste freie Autorenverband (CWAE) für chinesischsprachige Autoren in Europa. Seine Mitglieder sind Schriftsteller, Texter, Kritiker, Librettisten, sonstige publizierende Kulturschaffende und Autorenerben.
Der CWAE hat derzeit über 80 Mitglieder in 22 Ländern und vertritt die kulturellen, sozialen und ökonomischen Belange und Interessen der Autoren. Ferner wirkt der CWAE am taiwanesischen und chinesischen Literaturfonds und der Künstlersozialkasse mit.
Seine erste Präsidentin war Frau Zhao Shuxia, eine renommierte chinesische Schriftstellerin, und seine amtierende Präsidentin ist Joanne Lee, eine chinesische Schriftstellerin mit Wohnsitz in der Schweiz.

## Bekannte Mitglieder
- 趙淑俠 Zhao Shuxia, eine chinesische Autorin, die in der Schweiz und in den USA lebt.
- 朱文輝 Chu Wen-Huei, ein chinesischer Autor, der in der Schweiz lebt.
- 俞力工 Jue Li-Kung, ein Autor, der in  Wien lebt.
- 麥勝梅 Shengmei Mai, eine chinesische Autorin, die in Deutschland lebt.
- 呂大明 Lu Daming, eine chinesische Autorin, die in Frankreich lebt.
- 程抱一 François Cheng, ein Schriftsteller, Dichter und Kalligraf.
- 楊允達 Maurus Young, ein chinesischer Autor, der in Frankreich lebt.
- 謝盛友 You Xie, ein deutscher Verleger, Journalist, Schriftsteller und Kommunalpolitiker (CSU)
- 顏敏如 Min-Ru Yen, eine taiwanische Autorin.
- 霍剛 Ho Kan, ein chinesischer Konzeptkünstler.
- 青峰 (杨冈) Albert Young, ein französischer Schriftsteller und Dichter, der in der Schweiz lebt.
- 區曼玲 Ou Manling, eine taiwanesische Schriftstellerin, wohnhaft in Deutschland.
- 方明 (詩人) Fong Minh, ein taiwanesisch-stämmiger französischer Schriftsteller und Dichter.
- 杨悦 Yue Yang, eine Germanistin, Übersetzerin, Schriftstellerin und Managerin.
- 张晓洋 John Xiao Zhang, ein chinesischer Autor und Hochschullehrer, der in England lebt.